# 圣克拉拉 (古巴)
圣克拉拉（西班牙語：Santa Clara）是古巴中部比亚克拉拉省的省会，圣克拉拉由175个人成立于1689年7月15日。1958年12月28日—1959年1月1日，在此地发生圣克拉拉战役，切·格瓦拉率领340名游击队员击败3900名政府军士兵，取得古巴革命的关键性胜利。

## 图片

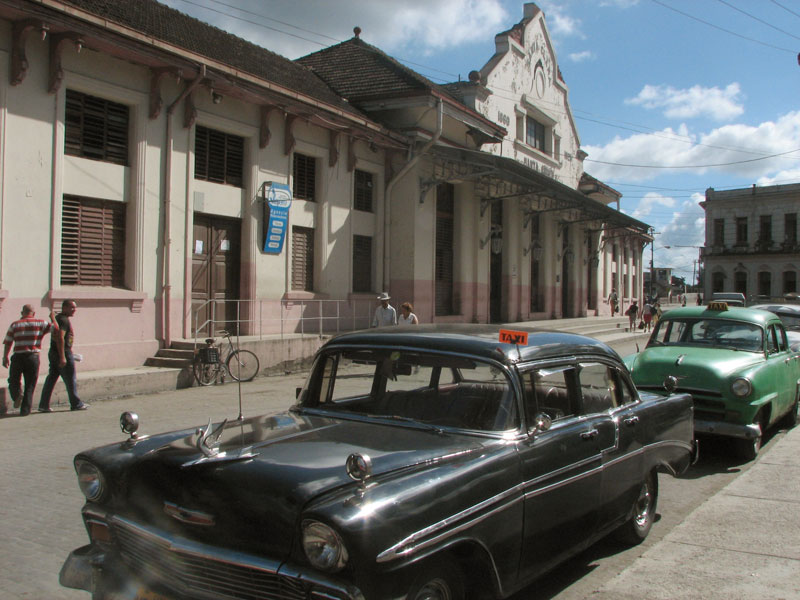
火车站（英语：Santa Clara railway station (Cuba)）
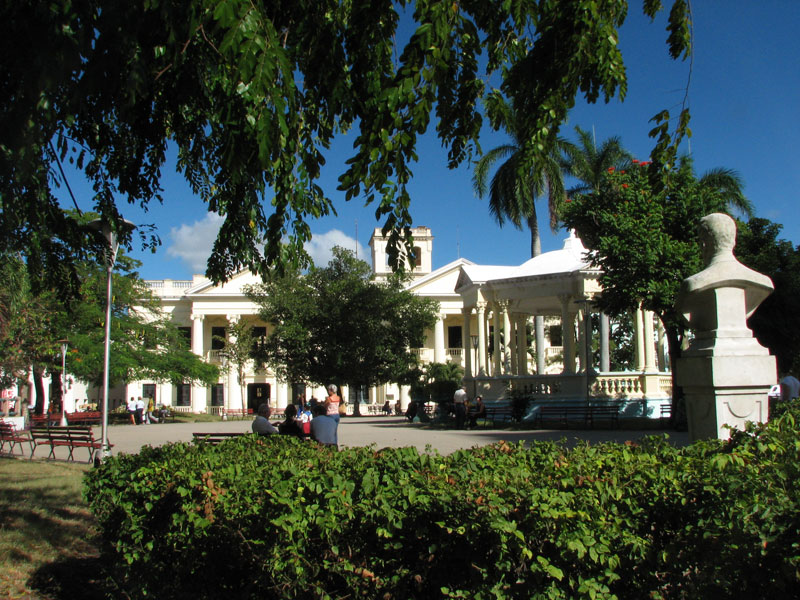
市中心的维达尔公园
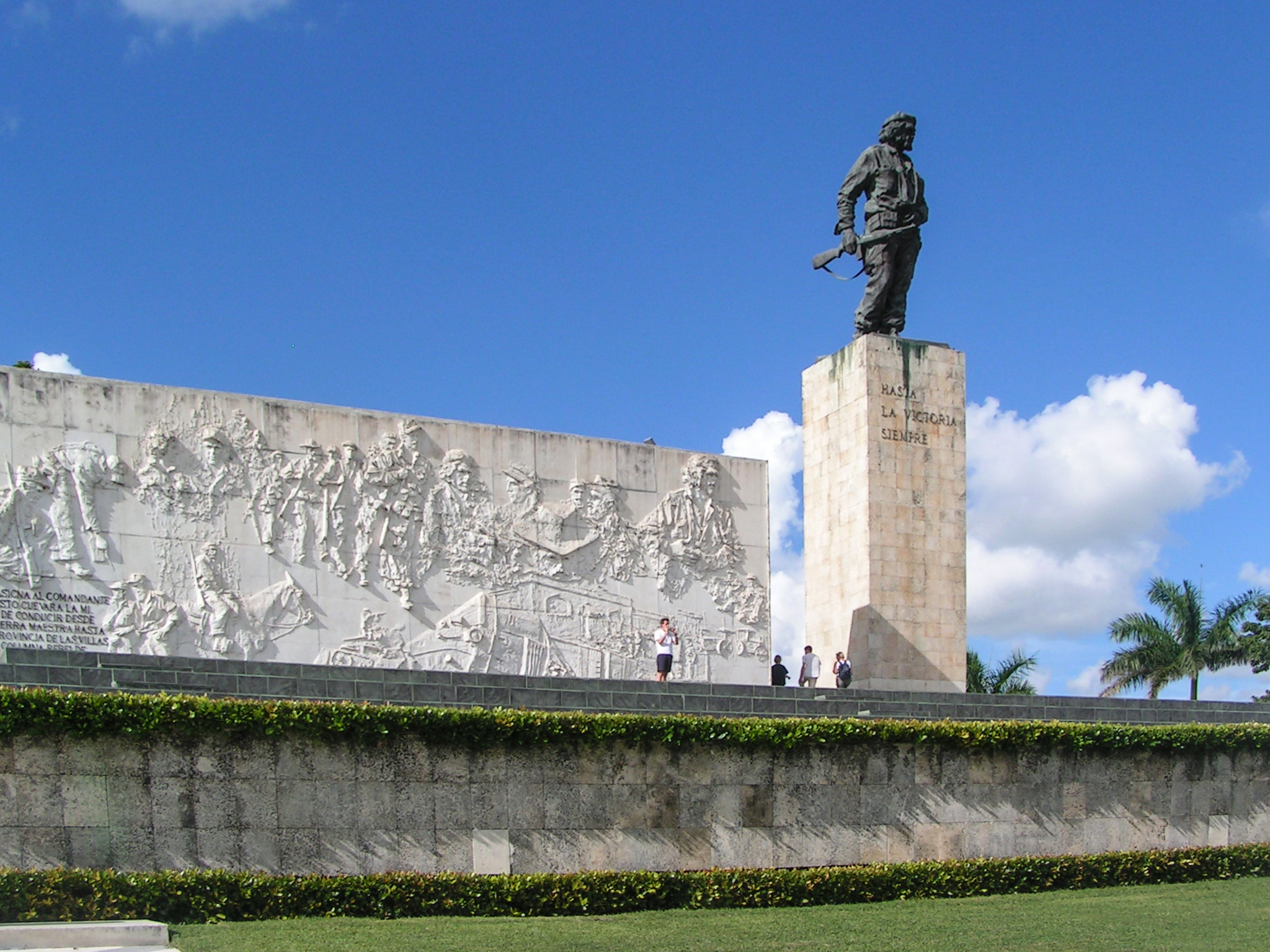
切·格瓦拉陵墓
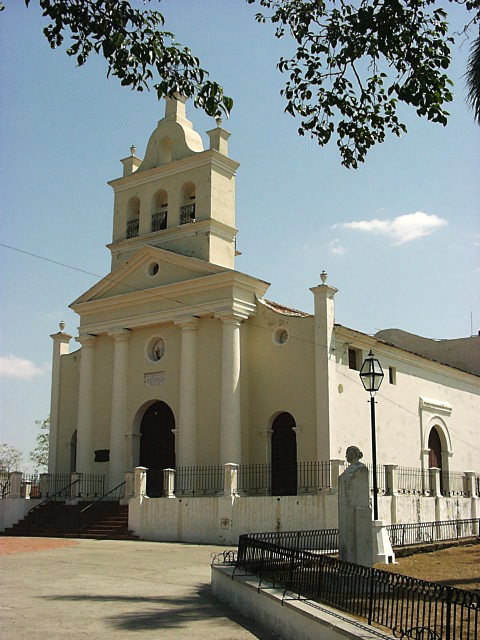
卡门教堂
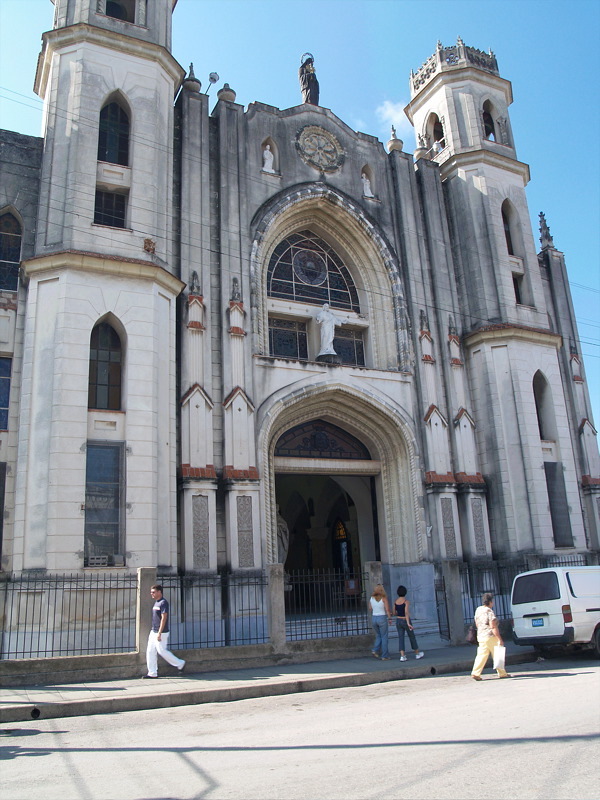
主教座堂
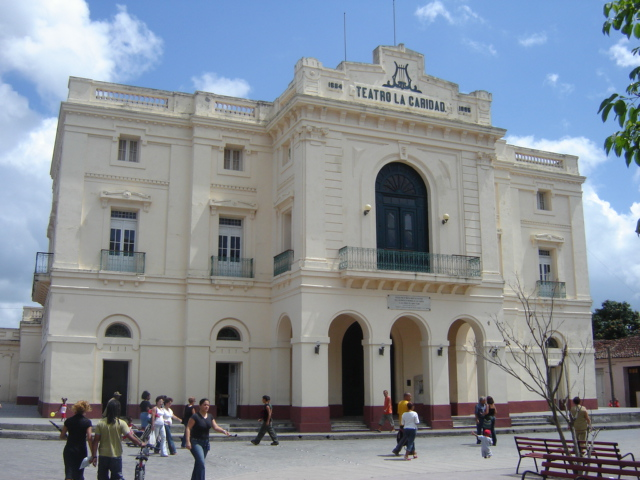
仁慈剧院
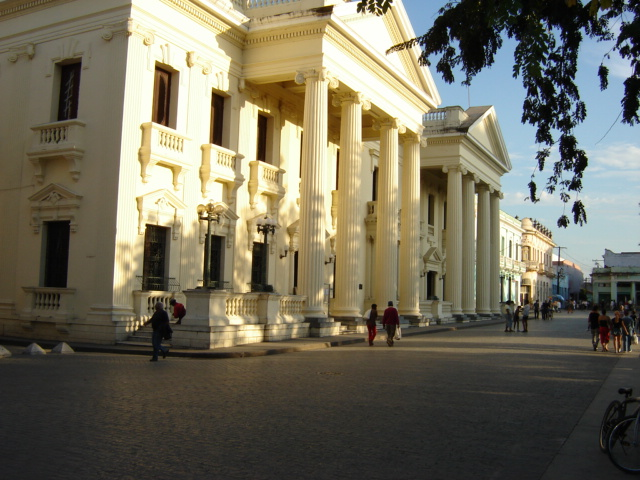
旧市政厅，今马蒂图书馆
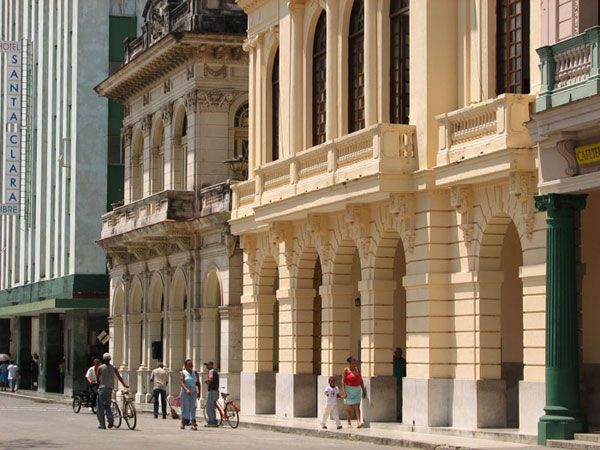
文化之家